# پیتزای شیکاگو
پیتزای شیکاگو (به انگلیسی: Chicago-style pizza) یا پیتزای دیپ دیش (به انگلیسی: Deep-dish pizza) یک پیتزا با خمیر کلفت است که ابتدا در شیکاگوی آمریکا ساخته شده است. این پیتزا تا قطر حدود هشت سانتی‌متر ساخته می‌شود و روی آن را سس گوجه فرنگی و پنیر پیتزا پوشانده می‌شود. این پیتزا همواره درحال رقابت با پیتزا نیویورک است.

## برای مطالعهٔ بیشتر
- Bruno, Pasquale, Jr. (1983). The Great Chicago-Style Pizza Cookbook. McGraw-Hill Companies Inc. ISBN 0-8092-5730-0.
- Ruby, Jeff (July 2010). "The 25 Best Pizzas in Chicago". شیکاگو (مجله). Archived from the original on 22 December 2013. Retrieved 26 March 2022.